# De Wildeman (Gouda)
De Wildeman (oorspronkelijk "Die Willeman") is een monumentaal grachtenpand aan de Westhaven in de Zuid-Hollandse stad Gouda. Het pand is erkend als rijksmonument.

## Geschiedenis
De oudste vermeldingen van een woning op deze plaats dateren uit 1457 en 1460. In 1634 werd het grachtenpand gekocht door de dichter Florentius Schoonhoven. Zijn familiewapen bevindt zich op een gepolychromeerde gevelsteen in de voorgevel. Zijn vader, de Goudse regent en burgemeester Dirk Jacobsz Schoonhoven woonde in het naastgelegen huis.
Het huis is in de loop der tijd meerdere malen gerenoveerd en gerestaureerd. Sporen ervan zijn waarneembaar in de voorgevel, die dan ook - volgens Denslagen - "invloeden van alle eeuwen vertoont". Bij de laatste restauratie in de tweede helft van de 20e eeuw werd ervoor gekozen om de onderpui te reconstrueren naar de situatie in de 17e eeuw. In het bovenste deel van de gevel bleven de later aangebrachte wijzigingen zichtbaar. Op een foto uit 1910 blijkt dat in die tijd er twee toegangsdeuren in de pui waren, een voor de toenmalige winkel en een voor de bovenverdieping. Bij de laatste restauratie zijn deze deuren vervangen door één toegangsdeur in het midden.

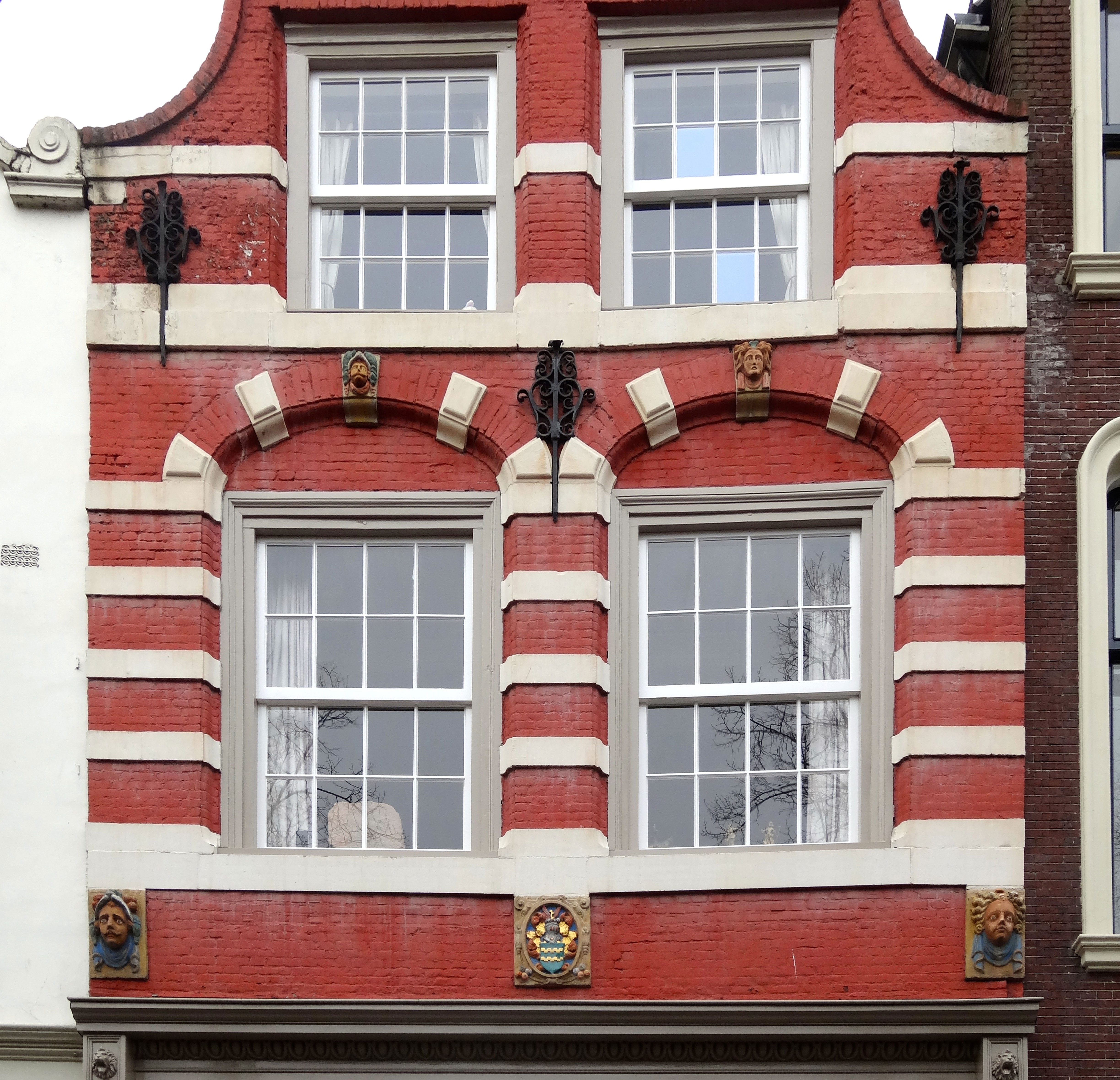
De geveltop van Westhaven 40